# Thomas (Oklahoma)
Thomas è un comune degli Stati Uniti d'America, situato nello Stato dell'Oklahoma, nella contea di Custer.